# آبشار دونته‌فوسن
آبشار دونته فوسن (به نروژی: Døntefossen) آبشاری است که در کشور نروژ واقع شده‌است و بلندترین ریزشگاه آن ۷۰۰ متر ارتفاع دارد. این آبشار، سی‌امین آبشار بلند جهان است.